# Zabryna Guevara
Zabryna Guevara (12 gennaio 1972) è un'attrice statunitense.

## Biografia
La sua carriera inizia nel 1997 come guest in una puntata di Law & Order (tornerà nella serie nel 2003 e nel 2006 con ruoli differenti), per poi debuttare come protagonista nel film The Hotel Manor Inn. Prende in seguito parte a due episodi di Law & Order: Special Victims Unit nel 2002 e nel 2005 sempre in ruoli diversi. Nel 2006 ha il ruolo da protagonista nella serie 3 libbre. Recita nel 2013 in teatro nello spettacolo di Quiara Alegría Hudes Water by the Spoonful. Nel 2014 recita il ruolo della segretaria di Bolivar Trask nel film X-Men - Giorni di un futuro passato. Sempre in quell'anno ha il ruolo del capitano Sarah Essen nella serie tv Gotham, prequel di Batman, ricoprendo il ruolo fino al 2015. Nel 2016 ha preso parte alla serie The Get Down.

## Filmografia

### Cinema
- The Hotel Manor Inn, regia di Wayne Chesler (1996)
- Whispers, regia di Desha Dauchan – cortometraggio (2003)
- Io & Marley (Marley & Me), regia di David Frankel (2008)
- The Rebound - Ricomincio dall'amore (The Rebound), regia di Bart Freundlich (2009)
- Love & Secrets (All Good Things), regia di Andrew Jarecki (2010)
- Pariah, regia di Dee Rees (2011)
- Yelling to the Sky, regia di Victoria Mahoney (2011)
- Parto con mamma (The Guilt Trip), regia di Anne Fletcher (2012)
- X-Men - Giorni di un futuro passato (X-Men: Days of Future Past), regia di Bryan Singer (2014)
- L'incredibile Jessica James (The Incredible Jessica James), regia di James C. Strouse (2017)
- L'unica (Irreplaceable You), regia di Stephanie Laing (2018)
- Swallow, regia di Carlo Mirabella-Davis (2019)

### Televisione
- Law & Order – serie TV, episodi 8x04-13x14 (1997, 2003)
- I Soprano (The Sopranos) – serie TV, episodio 3x04 (2001)
- Law & Order - Unità vittime speciali (Law & Order: Special Victims Unit) – serie TV, episodi 3x12 (2002, 2005)
- 3 libbre (3 lbs) – serie TV, 6 episodi (2006)
- Person of Interest – serie TV, episodio 1x05 (2011)
- Blue Bloods – serie TV, episodio 1x05 (2012)
- CSI - Scena del crimine (CSI: Crime Scene Investigation) – serie TV, episodio 12x21 (2012)
- Common Law – serie TV, episodio 1x10 (2012)
- Burn Notice – serie TV, 4 episodi (2012)
- Gotham – serie TV, 20 episodi (2014-2015)
- The Get Down – serie TV, 6 episodi (2016)
- The Handmaid's Tale – serie TV, episodio 1x06 (2017)
- New Amsterdam – serie TV, 16 episodi (2018-2021)
- Castle Rock – serie TV, 3 episodi (2018)
- Tell Me a Story – serie TV, 5 episodi (2018)
- The Twilight Zone – serie TV, episodio 1x08 (2019)
- Emergence – serie TV, 13 episodi (2019-2020)
- Daredevil - Rinascita (Daredevil: Born Again) – serie TV (2025)
- Will Trent – serie TV, episodi 3x05-3x06 (2025)

## Teatro
- Water by the Spoonful (2013)

## Doppiatrici italiane
Nelle versioni in italiano delle opere in cui ha recitato, Zabryna Guevara è stata doppiata da:
- Laura Romano in Law & Order: I due volti della giustizia, Gotham, New Amsterdam, Emergence, Daredevil: Rinascita
- Alessandra Cassioli in 3 libbre, Burn Notice - Duro a morire
- Cristina Giolitti in Swallow
- Beatrice Margiotti in Will Trent